# Quảng trường chính Kraków
Quảng trường chính (tiếng Ba Lan: Rynek Główny [ˈrɨnɛk ˈɡwuvnɨ]) của Phố cổ Kraków, Lesser Ba Lan, là không gian đô thị chính nằm ở trung tâm thành phố. Quảng trường này có từ thế kỷ 13, rộng 3.79 héc ta, là một trong những quảng trường thị trấn thời trung cổ lớn nhất ở châu Âu. Tổ chức PPS (chuyên về các dự án không gian công cộng) đánh giá đây là không gian công cộng tốt nhất ở châu Âu bởi cuộc sống đường phố sôi động nơi này. Đó là yếu tố chính đưa Kraków trở thành một trong những điểm đến tuyệt vời nhất trên thế giới năm 2016.

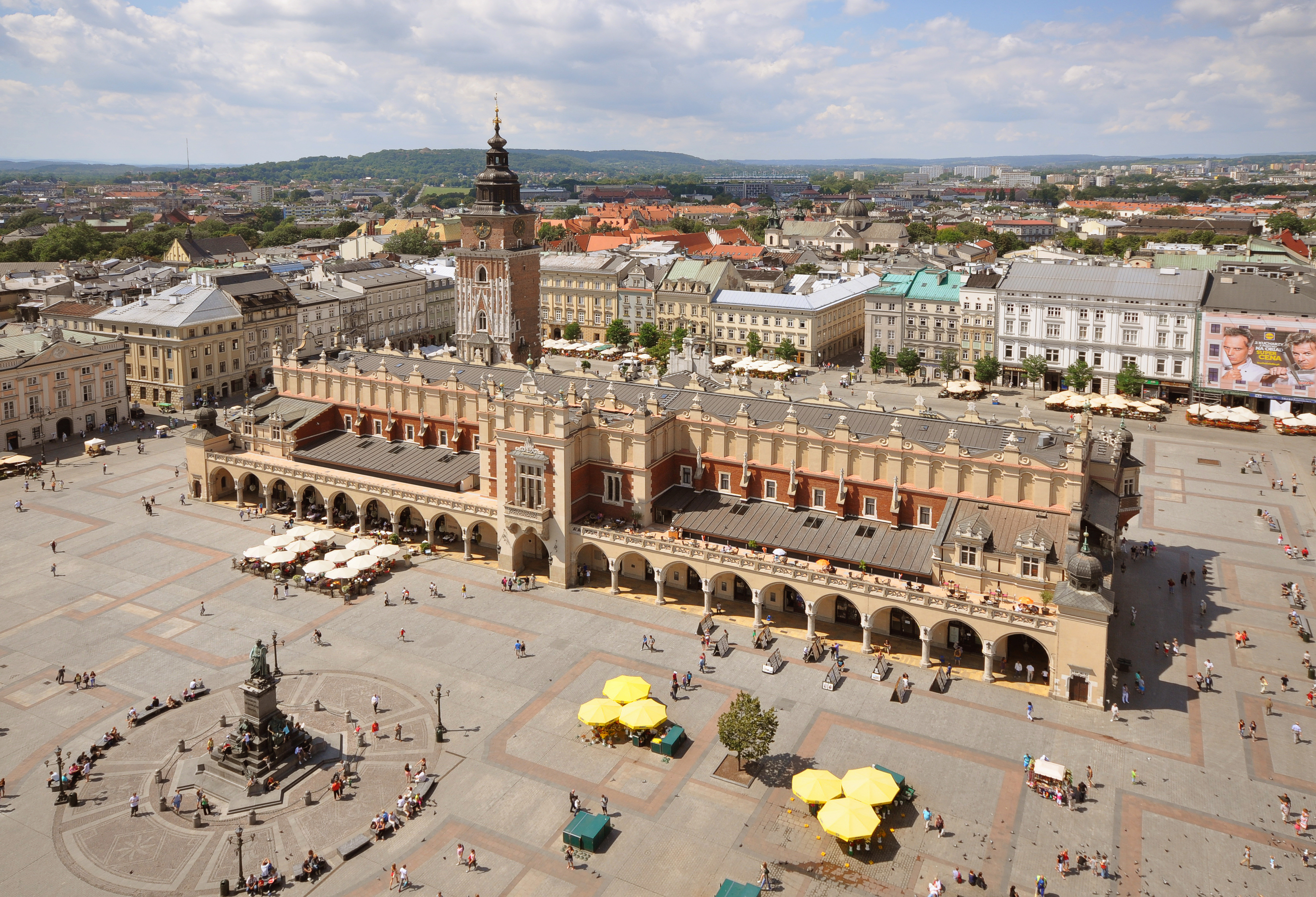
Quảng trường chính Krakow, Ba Lan

Quảng trường chính nằm trong một khuôn viên vuông vắn, được bao quanh bởi các nhà phố cổ kính (kamienice) và nhà thờ. Trung tâm của quảng trường là Đại sảnh Vải (Sukiennice), được xây dựng lại vào năm 1555 theo phong cách Phục hưng. Trên đỉnh của tòa Đại sảnh này là một gác mái xinh xắn hoặc lan can Ba Lan được trang trí với mặt nạ chạm khắc. Một bên của Đại sảnh Vải là Tòa tháp thị chính (Wieża ratuszowa), bên kia là Nhà thờ Thánh Adalbert thế kỷ thứ 10 và Đài tưởng niệm Adam Mickiewicz năm 1898. Nổi bật trên quảng trường là những tòa tháp theo kiến trúc Gô-tích thuộc Nhà thờ Thánh Mary (Kościół Mariacki). Quảng trường chính Kraków không có tòa thị chính, vì nó không còn tồn tại cho đến ngày nay.

## Lịch sử

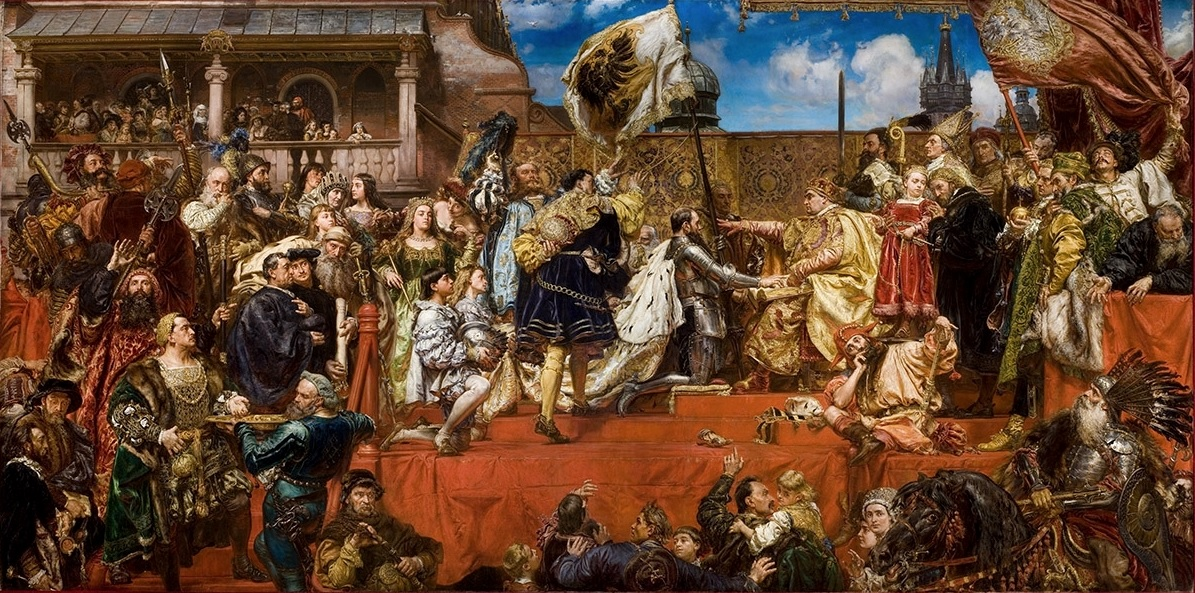
Homage Prussian tại Quảng trường chính ở Kraków được vẽ bởi Jan Matejko, hiện đặt tại Bảo tàng Sukiennice

Chức năng chính của Quảng trường Chợ phố là thương mại. Sau khi thành phố bị phá hủy bởi cuộc xâm lược của người Mông Cổ năm 1241, Quảng trường chính được tu sửa vào năm 1257 và vai trò thương mại của nó được mở rộng bởi hoàng tử Kraków Bolesław V the Chaste, cùng với các đặc quyền Magdeburg- một tập hợp các đặc quyền thị trấn. Ban đầu, khu vực quảng trường ngập tràn các quầy hàng và tòa nhà hành chính thấp với một đường vành đai chạy quanh. Vua Casimir III Đại đế đã xây dựng Đại sảnh Vải gô-tic nguyên bản và tòa thị chính, hai công trình chiếm gần một phần tư quảng trường. Kraków đã từng là thủ đô của Vương quốc Ba Lan và là thành viên của Liên minh Hanse. Thành phố này phát triển mạnh mẽ như một đô thị quan trọng của châu Âu. 

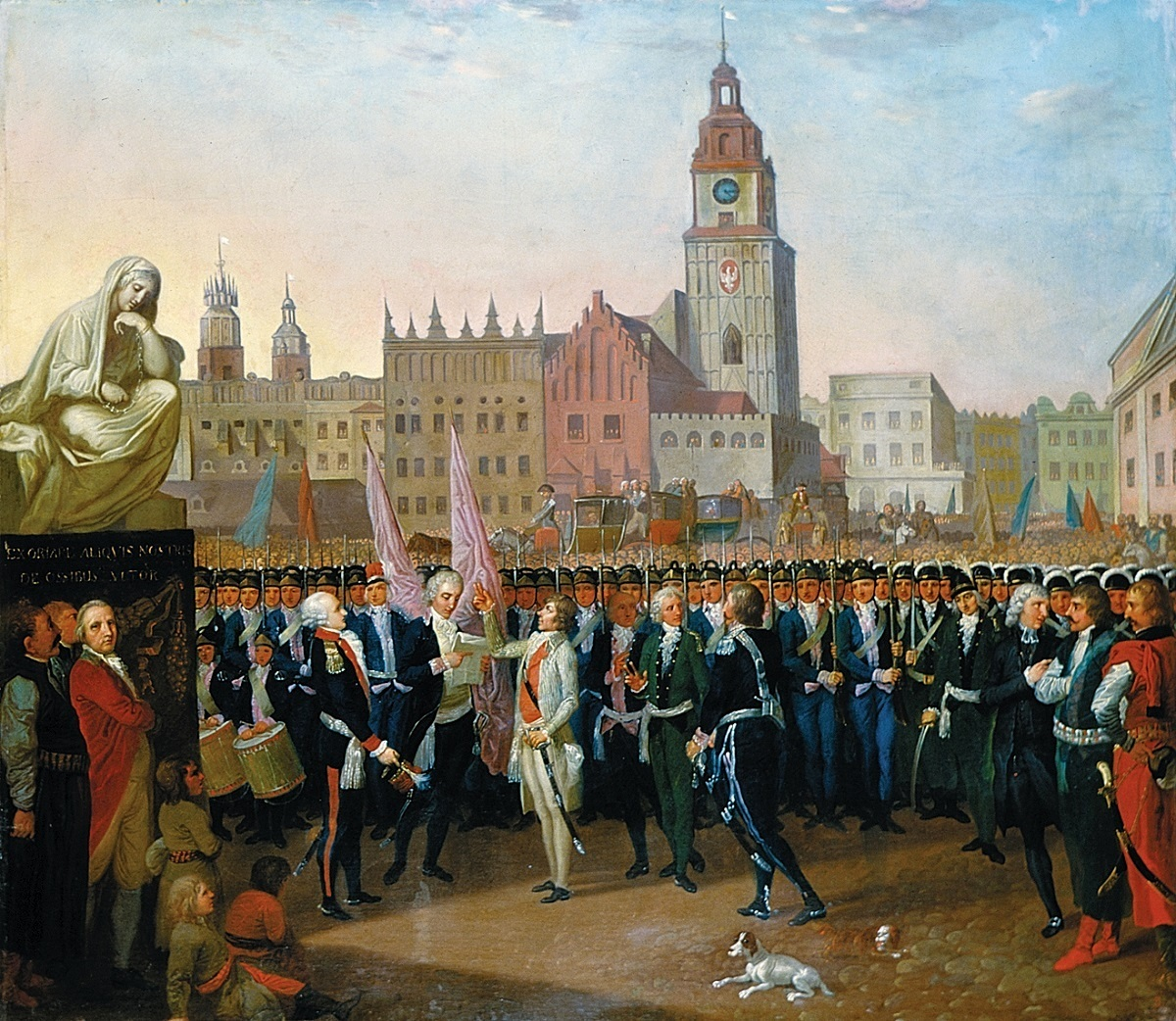
Kościuszko tuyên thệ tại Rynek. Bức tranh năm 1797 của Franciszek Smuglewicz

Ngoài các chức năng thương mại ban đầu, Quảng trường chính đã chứng kiến nhiều sự kiện lịch sử, và nó được sử dụng để tổ chức các cuộc hành quyết tù nhân công khai tổ chức tại Tòa thị chính thành phố. Như một phần của Con đường Hoàng gia (Droga Królewska), đó còn là nơi diễn ra các nghi lễ vương giả và thường xuyên được các nhà ngoại giao, giới chức sắc du hành đến Lâu đài Wawel ghé qua. Năm 1364, Vua Casimir đã tổ chức Đại hội Krakow Châu Âu. Vào ngày 10 tháng 4 năm 1525, Albert I, Công tước nước Phổ đã bày tỏ lòng tôn kính Phổ tới vua Zygmunt I của Ba Lan, vua Ba Lan và Đại công tước Litva đã công nhận quyền bá chủ của các vị vua Ba Lan. Năm 1514, công tước người Litva - Konstanty Ostrogski đã tổ chức một cuộc diễu hành mừng chiến thắng Đại công quốc Moskva. Vào năm 1531, nhà quý tộc Jan Tarnowski đã ăn mừng một chiến thắng khác trong các cuộc chiến Muscovite. Jan III Sobieski, một vị vua của Ba Lan và Đại công tước Litva, đã ăn mừng chiến thắng của ông trước Đế quốc Thổ Nhĩ Kỳ trong Trận Viên năm 1683.
Năm 1596, Vua Sigismund III, thuộc Nhà Vasa của Thụy Điển, đã chuyển thủ đô của Khối thịnh vượng chung Ba Lan-Litva từ Kraków sang Warszawa (Warsaw). Kraków vẫn là nơi tổ chức các sự kiện đăng quang và tang lễ hoàng gia. Vào ngày 24 tháng 3 năm 1794, tại Quảng trường chính, Tadeusz Kościuszko tuyên bố cuộc nổi dậy chung và đảm nhận quyền lực của Tổng tư lệnh các lực lượng vũ trang Ba Lan, bắt đầu cuộc nổi dậy Kościuszko. Vào năm 1848, giữa những cuộc cách mạng Mùa xuân của các quốc gia, thường dân đã đụng độ với quân đội Áo và đó là nơi, bên cạnh Ratusz, Quốc huy Áo được chất thành đống- như một biểu tượng giành lại độc lập cho Ba Lan vào năm 1918.

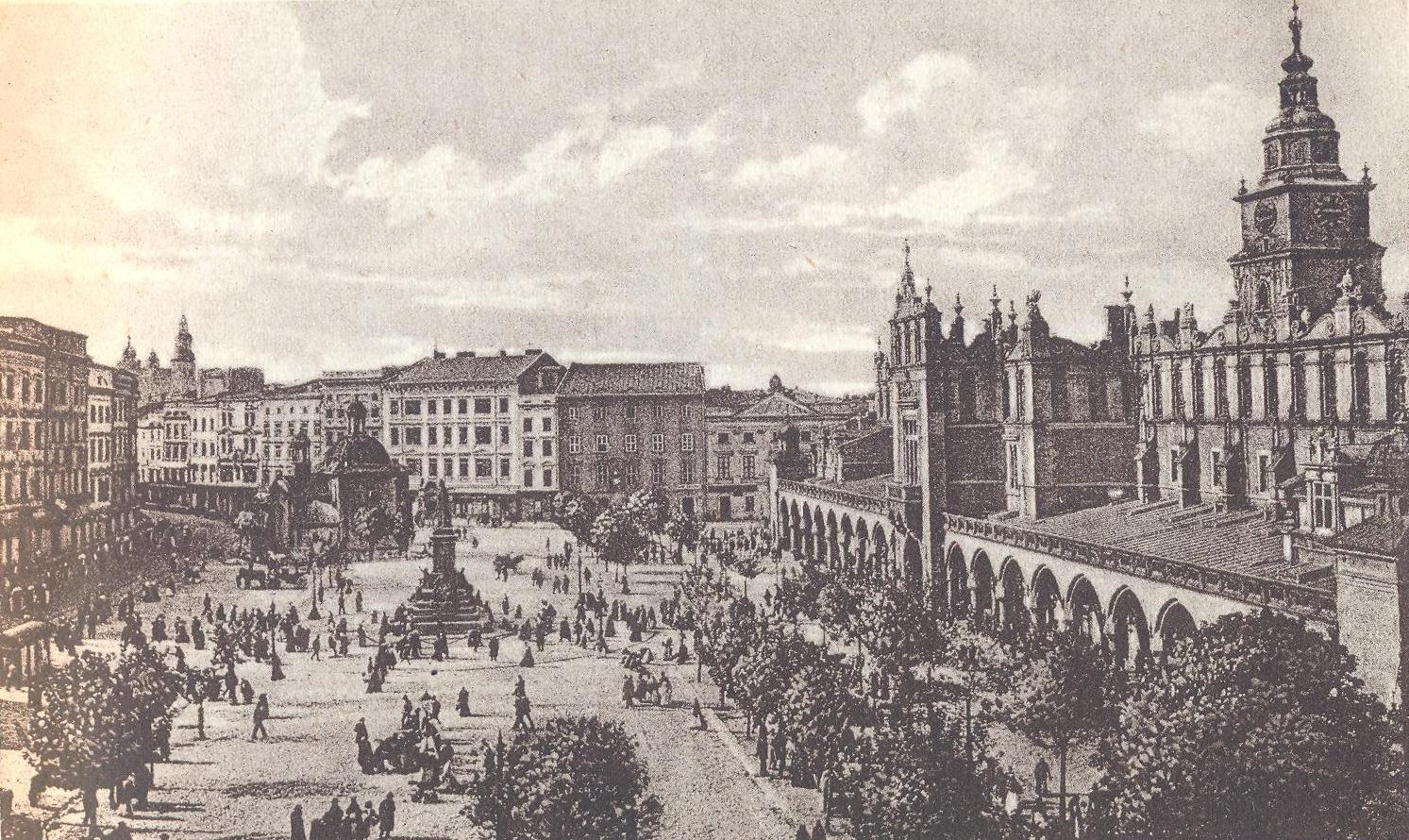
Quảng trường chợ vào những năm 1930

Người Do Thái giao dịch trên quảng trường sớm nhất là vào thế kỷ 15. Trong thời kỳ Đức Quốc xã chiếm đóng Ba Lan, quảng trường được đổi tên thành Adolf Hitler-Platz và tượng đài Adam Mickiewicz đã bị phá hủy cùng với các tấm bia kỷ niệm lịch sử được lấy từ các tòa nhà tại quảng trường. Sau chiến tranh, tượng đài Adam Mickiewicz đã được xây dựng lại.
Năm 1978, UNESCO đã vinh danh Quảng trường chính, như một phần của Phố cổ Kraków, trong danh sách Di sản Thế giới. Vào ngày 21 tháng 3 năm 1980, trong thời gian căng thẳng chính trị và sắp diễn ra Tuyên bố về Thiết quân luật ở Ba Lan, Walenty Badylak, thợ làm bánh đã nghỉ hưu và một cựu quân nhân của Quân đội Nội địa thời chiến của Ba Lan, đã tự đeo xiềng xích và gieo mình xuống giếng tại Quảng trường Chính. Badylak đã phản đối việc chính phủ cộng sản từ chối thừa nhận tội ác chiến tranh của Thảm sát Katyn. Ngoài ra, Quảng trường chính là trung tâm diễn ra các cuộc biểu tình rầm rộ của phong trào Công đoàn Đoàn kết. Năm 2013, nhà xuất bản sách hướng dẫn du lịch Lonely Planet đã đánh giá Quảng trường chợ chính của Kraków là đẹp nhất thế giới. 
rầm

## Vị trí

Quảng trường chính (màu đỏ)

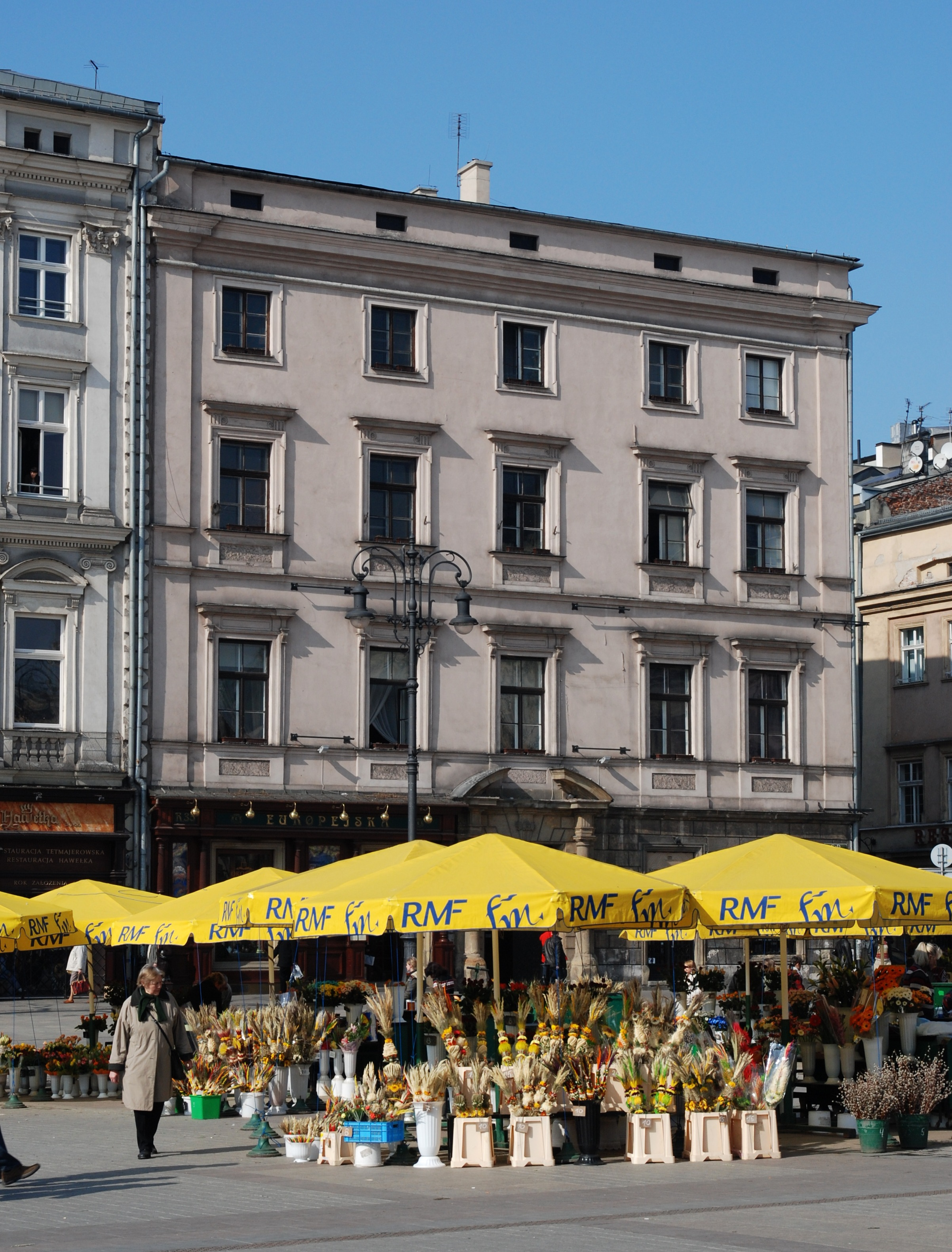
Quán cà phê Pod Palmą của Antoni Hawełka tại Cung điện Krzysztofory

Quảng trường chính nằm trên Đường Hoàng gia - con đường dẫn đến Nhà thờ Wawel, nơi tổ chức Lễ đăng quang Hoàng gia giữa tiền đồn phòng thủ Kraków ở phía bắc và Lâu đài Wawel ở phía nam. Kể từ khi thành lập, quảng trường đã được coi là trung tâm của thành phố.
Quảng trường chính được bao quanh bởi các tòa nhà cũ xây bằng gạch (kamienica) và cung điện, hầu hết đều đã hàng trăm năm tuổi. Hầu hết các tòa nhà có vẻ ngoài mang hơi hướng tân cổ điển theo thời gian, nhưng phần cấu trúc bên trong thì đã cũ hơn, nhất là khi nhìn vào các ô cửa, các chi tiết kiến trúc và nội thất. Các căn hầm rộng lớn từ thời trung cổ của các tòa nhà này được sử dụng làm quán rượu, nhà hàng. Nhiều nhà hàng và quán cà phê xếp thành hàng dọc quảng trường. Một trong những quán nổi tiếng nhất, Pod Palmą (Dưới tán cọ) tại Cung điện Krzysztofory, được khai trương vào năm 1876 bởi Antoni Hawełka, một người cung cấp thực phẩm cho hoàng gia ở Viên. Phía trên của quán là vị trí của Bảo tàng Lịch sử Kraków. Trong số nhiều địa điểm du lịch đáng chú ý còn có Trung tâm Văn hóa Quốc tế. Có lẽ nổi tiếng nhất và lâu đời nhất là nhà hàng của Wierzynek, nơi gắn liền với ngày lễ lớn năm 1364. Theo truyền thuyết, Lễ hội này kéo dài trong hai mươi mốt ngày và giúp đạt được sự đồng thuận giữa các vị vua của châu Âu.
Trong số các địa danh của quảng trường có Đại sảnh Vải, ban đầu được thiết kế vào thế kỷ 14 như một trung tâm buôn bán vải. Chìm trong biển lửa vào năm 1555, nó được xây dựng lại theo phong cách Phục hưng bởi Giovani il Mosca từ Padua. Các cung điện đã được xây thêm vào thế kỷ 19. Tầng trệt liên tục được sử dụng cho thương mại với nhiều cửa hàng lưu niệm và quán cà phê; trên lầu có Phòng trưng bày của Bảo tàng Quốc gia. Một địa danh khác là Nhà thờ Thánh Mary với Bệ thờ được điêu khắc bởi Wit Stwosz. Nhà thờ này mang phong cách Brick Gothic, được xây dựng vào thế kỷ 14 trên tàn tích của một nhà thờ trước đó bị phá hủy bởi cuộc đột kích Tartar năm 1241. Đi xung quanh Quảng trường, người ta có thể lắng nghe tiếng heynal, được phát mỗi giờ từ tòa tháp cao nhất của Nhà thờ Thánh Mary. Các địa danh khác bao gồm Nhà thờ Thánh Adalbert, Tháp Tòa thị chính và Đài tưởng niệm Adam Mickiewicz.
Ban đầu quảng trường buôn bán này bao gồm nhiều công trình quan trọng đối với nền kinh tế và đời sống chính trị của thành phố, do đó, tạo ra một mô hình thu nhỏ của Kraków. Tòa thị chính Kraków tồn tại từ thời trung cổ và bị phá hủy vào thế kỷ 19. Bên cạnh Đại Sảnh Vải là Nhà cân hàng hóa lớn và Nhà cân hàng hóa nhỏ, cả hai tồn tại cho đến thế kỷ 19. Nền móng của những ngôi nhà này được khai quật vào đầu thế kỷ 21 và được đưa vào trưng bày tại một bảo tàng dưới lòng đất.
Kể từ khi thành lập, độ cao của Quảng trường Chợ phố đã tăng lên, ở một số nơi cao hơn 5 mét (16 ft). Bên dưới có những tầng hầm lớn, trong đó nổi tiếng nhất là Piwnica pod Baranami. Nhiều hầm rượu hiện đang được chuyển thành quán rượu và nhà hàng; các hầm rượu khác giờ là Nhà hát Maszkaron và một bảo tàng khảo cổ nhỏ dưới tầng hầm của nhà thờ St. Adalbert. Có những lối đi thông nhau trong các tầng hầm, chẳng hạn như lối đi nối Tháp Tòa thị chính với Đại Sảnh Vải. Đại Sảnh Vải vốn có một phòng giao dịch ngầm ít được biết đến, rộng 100 mét (328 ft) và cao 5 mét (16,4 ft). Gần đường Sienna có một đại sảnh ngầm khác (Kramy Bogate), với khu vực giao dịch rộng 1.200 mét vuông (13.000 foot vuông).

## Sự kiện

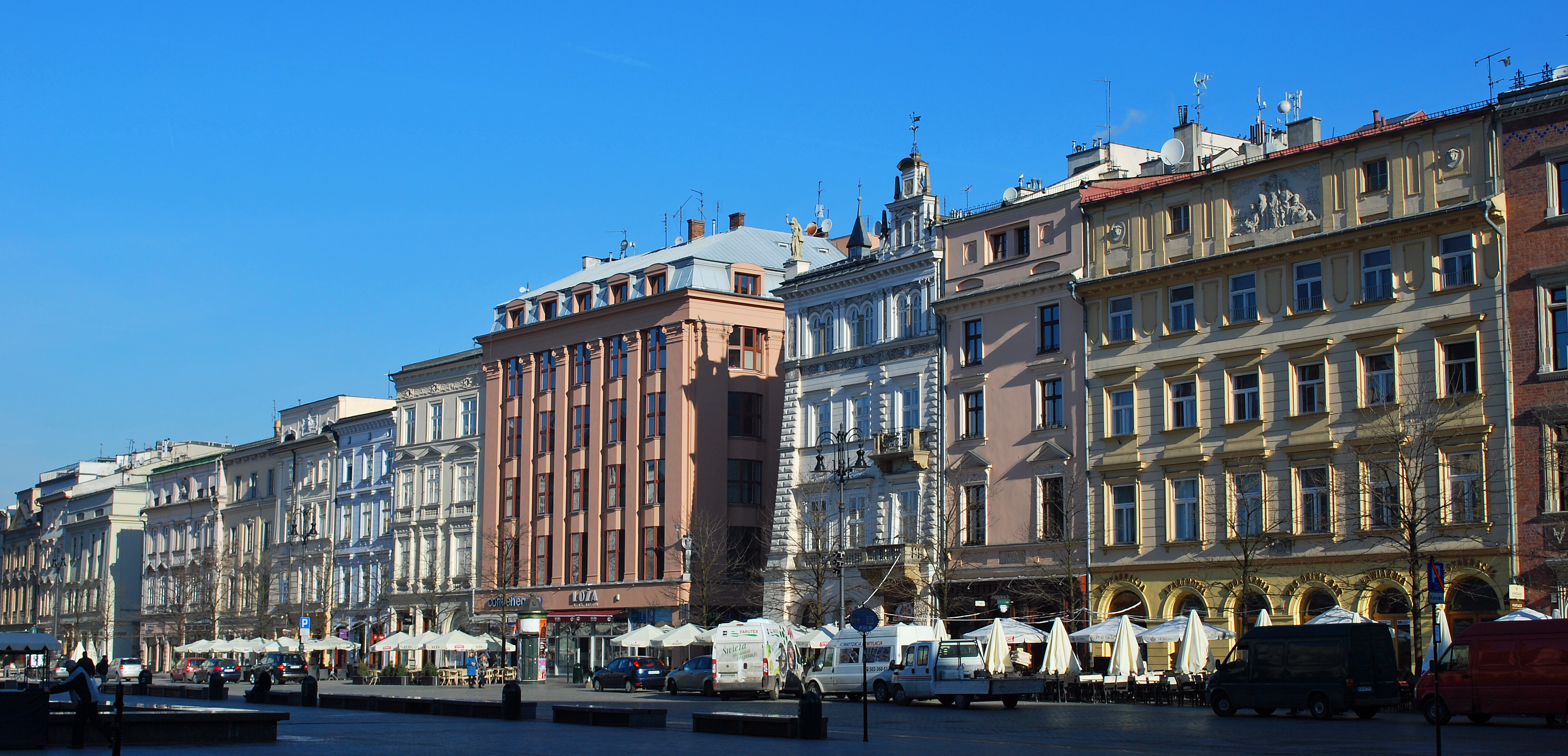
Quảng trường chợ chính, mặt tiền phía bắc

Vào tháng 12 năm 2005, Dự án về không gian công cộng đã chọn Rynek Główny của Kraków là Quảng trường đẹp nhất thế giới. Đây là tâm điểm của nhiều sự kiện và lễ hội công cộng, như Lễ hội Kraków szopka hàng năm, lễ kỷ niệm Lajkonik, Lễ hội của các ban nhạc quân đội, Lễ hội sinh viên Juwenalia, Gala Hòa nhạc của Đại nhạc hội Giáng sinh và tiệc mừng năm mới lớn nhất ở Ba Lan. Hàng năm vào đêm Giáng sinh, Đài tưởng niệm Adam Mickiewicz (ngày tên thánh của Mickiewicz) được trang trí bằng hoa bởi những người bán hoa ở Kraków.
Văn hóa của Kraków bắt nguồn từ những truyền thống đầy màu sắc với Quảng trường chính luôn sống động và đông đúc quanh năm. Giống như các quảng trường phố cổ đáng chú ý khác, Quảng trường Chợ phố chính ở Kraków cũng được biết đến với số lượng lớn chim bồ câu đá, quầy bán hoa, cửa hàng quà lưu niệm, vườn bia và xe ngựa kéo. Xe ngựa kéo xuất hiện lần đầu tiên vào những năm 1830 và được thuê để chở hàng. Bây giờ, những cỗ xe ngựa này được trang trí để cung cấp các tour du lịch xung quanh Phố cổ và đến Lâu đài Hoàng gia Wawel.